# Лейер, Адриан
Адриан Лейер (англ. Adrian Leijer; род. 25 марта 1986, Даббо, Новый Южный Уэльс) — австралийский футболист, защитник.

## Карьера
Профессиональная карьера Адриана Лейера начиналась в клубе «Мельбурн Найтс». Игрок провёл в команде 20 матчей. Перспективного защитника заметили в «Мельбурн Виктори». Сезон 2006/07 был очень удачным для Лейера. «Мельбурн Виктори» победил в чемпионате, а Адриан стал лучшим молодым игроком А-Лиги 2006/07. Австралиец сыграл в команде 41 матч и забил 1 гол. 10 августа 2007 года Лейер подписал контракт с «Фулхэмом». Сумма трансфера разглашена не была. В то время Лейер был приглашён в первую сборную страны, однако свой первый матч сыграл только на Пекинской Олимпиаде. 2 февраля 2009 года Лейер был отдан в аренду «Норвичу» до конца сезона. В августе 2009 года он вернулся в Австралию, подписав контракт на три года со своим прежним клубом «Мельбурн Виктори».